# Juan Martí
Juan José Martí, född 1570 i Orihuela, provinsen Alicante, död den 22 december 1604 i Valencia, var en spansk författare. 
Martí, som var advokat, utgav pikareskromanen Segunda parte de la vida del picaro Guzmán de Alfarache, compuesto por Mateo Lujón de Sayavedra (Valencia, 1601, och Bryssel, 1604), som är en förfalskning av Mateo Alemáns manuskript, som Martí fått tillfälle att se. En samtida parallell är Avellanedas publikation av andra delen av Don Quijote.